# Antoni Rosell Altimira
Antoni Rosell Altimira  (Barcelona, 23 de febrero de 1906- Barcelona, 3 de febrero de 1995) fue un pintor y dibujante español, perteneciente a la escuela  catalana de mediados del siglo XX.

## Biografía
Antoni Rosell se formó artísticamente en la Escuela de Artes y Oficios de Barcelona siendo discípulo de los pintores Segundo Matilla y Yagocésar. Fue socio del Reial Cercle Artístic (Institut Barcelonés d'Art) desde 1965.
En su obra cultivó todas las temáticas: paisajes, marinas, bodegones especializándose en temas florales de elegante composición y en la figura principalmente femenina donde despliega particular delicadeza caracterizada por el color y la espontaneidad.
Participó en las Exposiciones Nacionales de Bellas Artes celebradas en Madrid en los años 1941, 1948, 1950, 1952, 1957 y en Barcelona en 1942 y 1944.También lo hizo en los Salones de Barcelona en los años 1965 y 1966, y en los premios San Jorge de la Diputación de Barcelona en las ediciones de 1954 y 1967. 
Expuso individualmente en la Sala Pinacoteca de Barcelona en los años: 1946, 1948, 1949, 1951, 1953, 1956, 1959, 1962, 1966, 1973, 1975, y 1977. También lo hizo en Bilbao en 1949 y 1954, en Palma de Mallorca en 1950 y en Ripoll en 1949. Igualmente participó en numerosas exposiciones colectivas celebradas en Barcelona y otras poblaciones catalanas.
Trabajó diferentes técnicas: pintura al óleo, pastel, acuarela y dibujo. Creó su propia academia donde ejerció como profesor durante décadas, formando a cientos de estudiantes de arquitectura y bellas artes en dibujo y pintura.
Obras suyas figuran en colecciones privadas en varios países de Europa y América.

## Galería
|                      |
| Chica Leyendo (1953) |

|                               |
| Calella de Palafrugell (1965) |

|                    |
| Las Ramblas (1960) |